# Auf Achse
Auf Achse (literalmente en alemán "en el eje", en sentido figurado "en el camino") es un juego de mesa para entre dos y seis jugadores creado por el diseñador de juegos Wolfgang Kramer y publicado en 1987 por F.X. Schmid.
Auf Achse es un juego económico y logístico en el que los jugadores asumen el papel de camioneros que deben transportar mercancías de la forma más eficiente posible por toda Europa Central. Cada jugador comienza con un peón de camión, una pequeña reserva de efectivo y tres contratos de transporte privados. En su turno, el jugador activo tira un dado (dos dados en la edición de 2007) y avanza por la red de carreteras. Llegar a una ciudad permite cargar o descargar mercancías o, si no está ya ocupada, iniciar una subasta para uno de los cuatro contratos públicos que siempre están visibles. Las subastas se realizan con pujas fijas incrementales impresas en la carta de contrato y el que inicia la subasta gana en los empates.  
Los camiones pueden arrastrar remolques, lo que aumenta el espacio de carga desde seis hasta diez o doce cubos a costa de dinero y maniobrabilidad. Al llegar a una casilla triangular, se activa una carta de evento que puede acelerar, dificultar o modificar el viaje (por ejemplo, tormentas de nieve, obras viales, controles policiales). Cuando se agota el suministro de contratos públicos y un jugador ha entregado su carga final, se cuenta el dinero y gana el transportista más rico.
Achseuf Achse fue ganador del premio Spiel des Jahres de 1987.